# Kurtkulağı

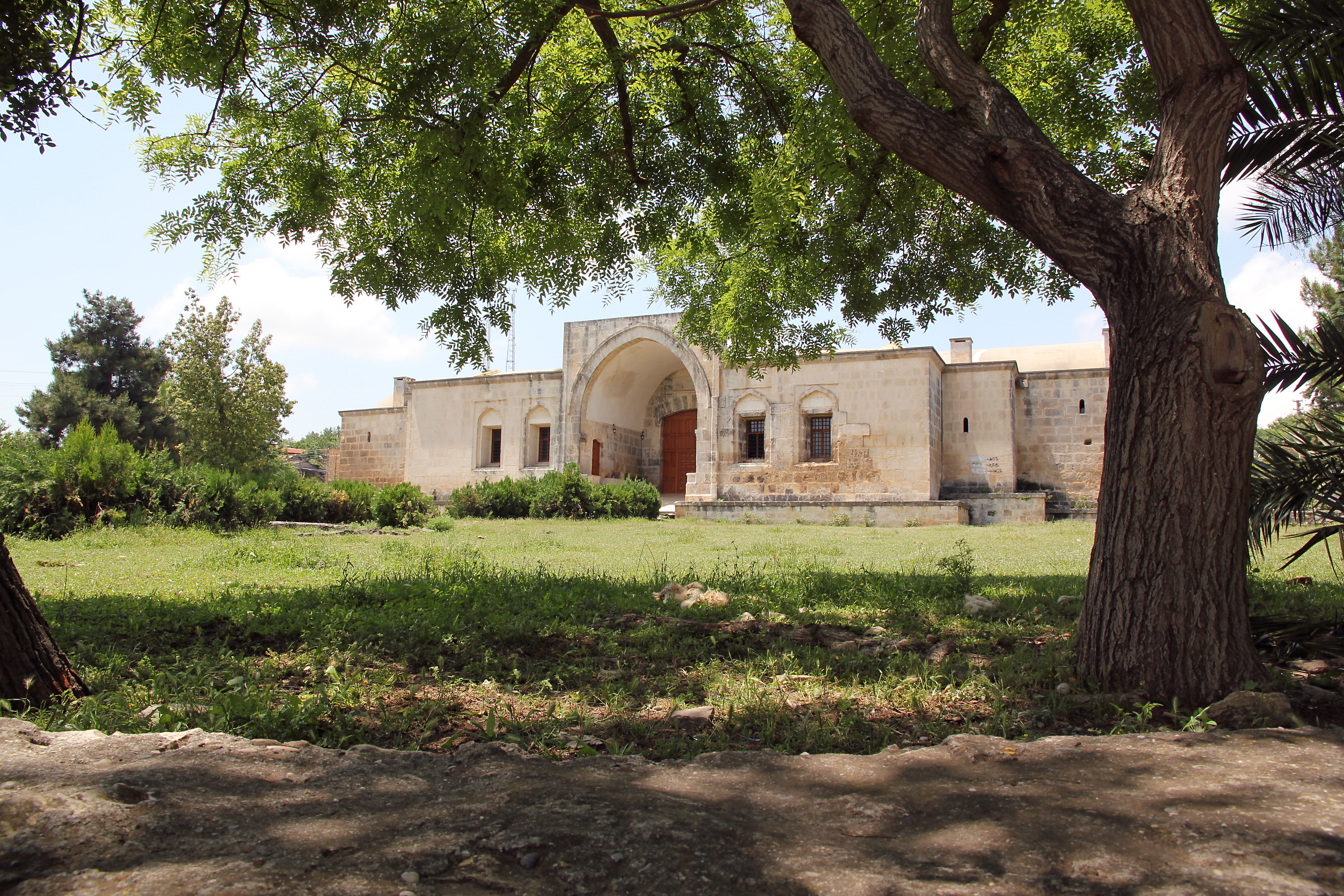
Kurtkulağı-Karawanserei

Kurtkulağı (türkisch für Wolfsohr) ist eine Gemeinde im Landkreis Ceyhan der türkischen Provinz Adana mit 1.132 Einwohnern (Stand: Ende 2024). Der Ort liegt in der Çukurova-Ebene, im Süden des Landkreises an der Straße von Ceyhan nach Yumurtalık, etwa 14 Kilometer südlich der Kreisstadt. 
In der Antike befand sich hier die römische Wegstation (Mansio) Tardequeia. Später führte die Karawanenstraße von Istanbul nach Aleppo in Syrien durch den Ort. Davon zeugt die im Zentrum liegende Kurtkulağı-Karawanserei aus osmanischer Zeit.